# Стіна

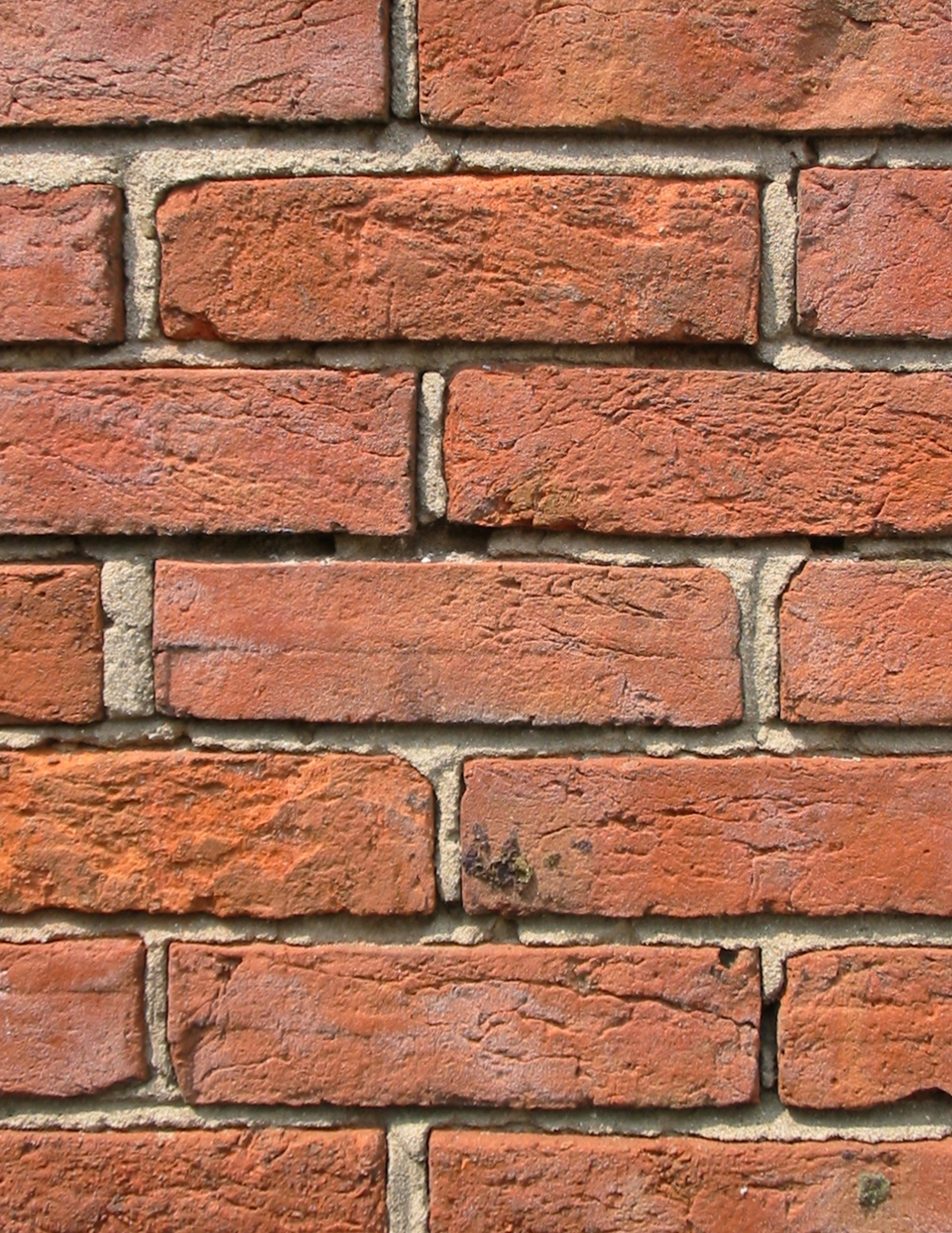
Цегляна стіна

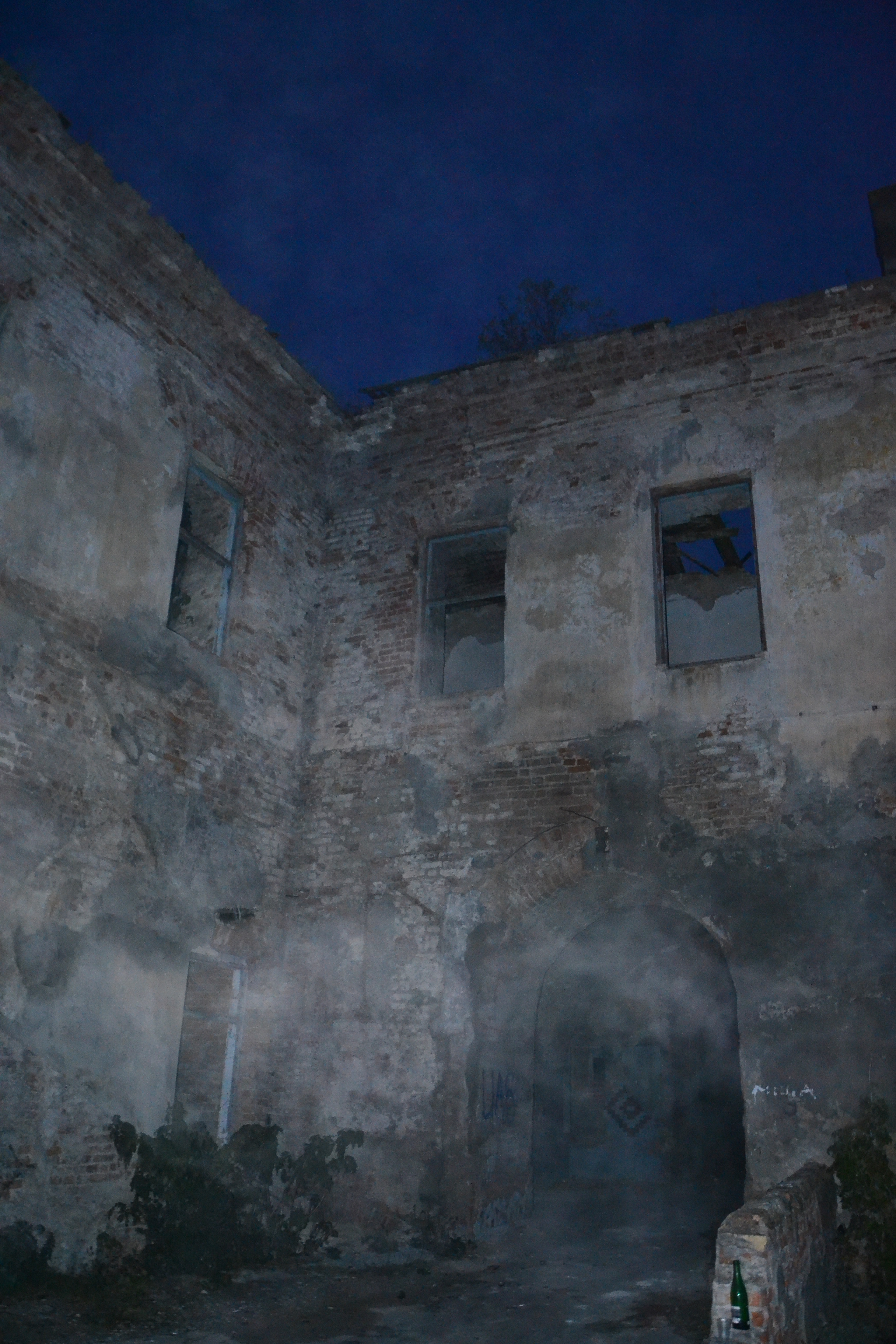
Стіна Замку

Стіна́ — вертикальна огороджувальна конструкція, що відокремлює приміщення від навколишнього простору (зовнішня) або сусіднього приміщення (внутрішня). Кам'яна чи цегляна стіна також називається мур (через пол. mur від сер.-в.-нім. mūre, лат. murus).
За конструктивними ознаками розрізняють масивні та каркасні стіни.
Масивні стіни служать для сприйняття навантаження від покрить і перекриттів будинків і передачі його фундаменту. Функцією масивних стін є також захист приміщень від зовнішніх атмосферних впливів. Масивні стіни бувають зовнішні та внутрішні, останні, крім сприйняття навантажень, слугують для поділу будинків на приміщення. Товщина масивних зовнішніх стін залежить від навантажень, що припадають на них, і кліматичних умов місця розташування збагачувальної фабрики. Товщину внутрішніх масивних стін визначають тільки з розрахунку на міцність. Товщина цегляних масивних стін повинна бути кратною половині розміру цегли та може дорівнювати 25, 38, 51 і 64 см.
Каркасні стіни складаються з опорних елементів (колон, ригелів, обв'язок) і стінового заповнення. Не обов'язково повинна мати колізію. У цих стінах усе навантаження сприймає на себе каркас, а стінове заповнення служить тільки для підтримки певного температурно-вологісного режиму в приміщенні. Залізобетонні панелі для зовнішніх стін виготовляються товщиною 200—300 мм, для внутрішніх — 140—160 мм.

## Класифікація

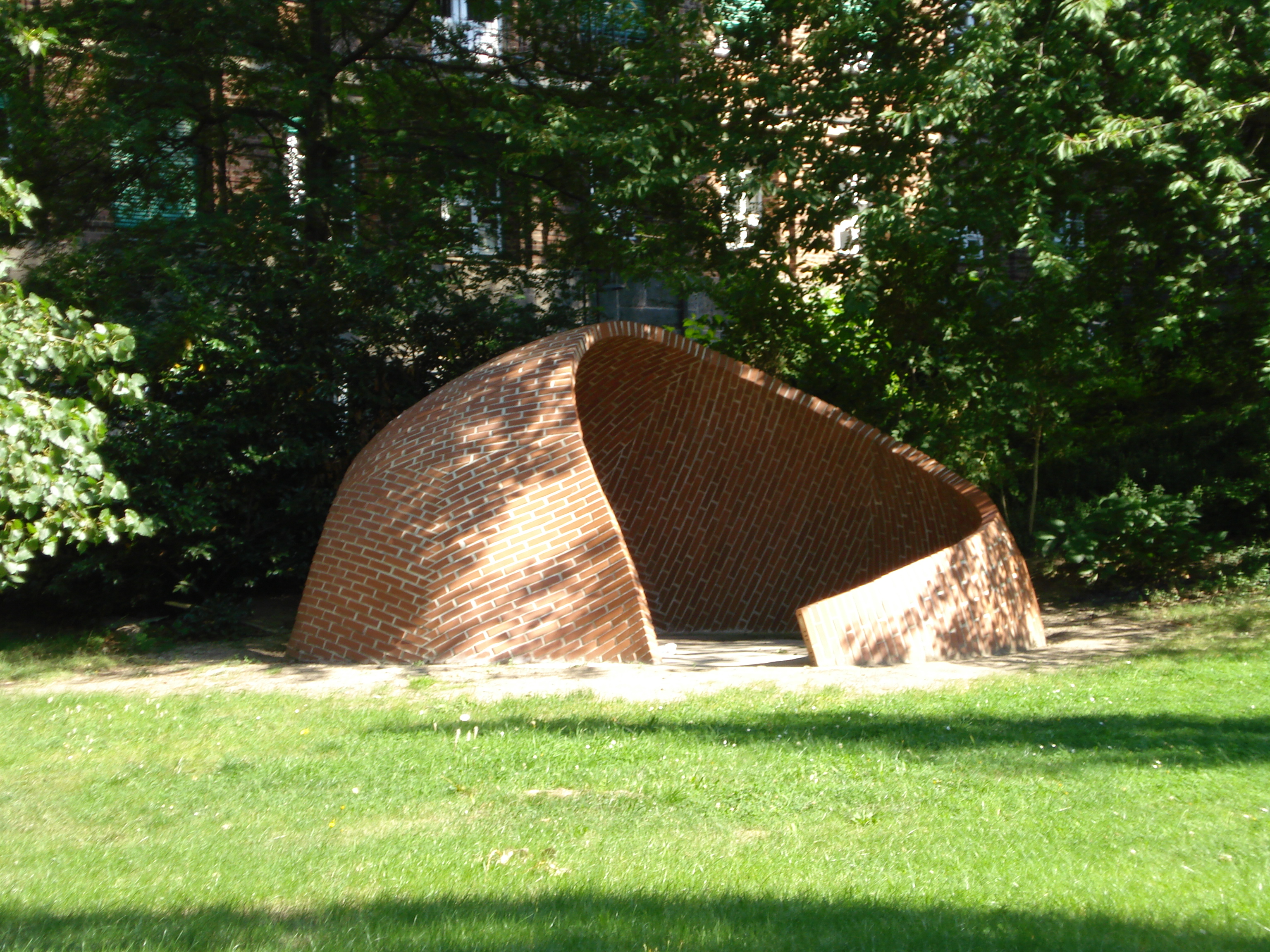
Споруда, яка має стіни округлої форми

За конструктивним вирішенням і сприйняттям навантажень стіни поділяються на:
- Стіна опорна[3] — сприймає навантаження від власної ваги, перекриттів, покриттів і передає його на фундаменти.
- Стіна самоопорна[джерело?] — сприймає навантаження лише від власної ваги і передає його на фундаменти.
- Стіна тримальна — сприймає навантаження тільки від власної ваги і передає його на інші конструкції у межах одного поверху. Це фахверкові та інші за способом виконання.

Крім того, за роллю і положенням прийнято виділяти
- Стіни щокові — оточують простір під коробовим або напівциркульним склепінням, не сприймаючи зусиль розпору.

## Конструкції
Найбільшого поширення набули стіни:
- каркасні, навісні;
- великопанельні з утеплювальним шаром з керамзиту, мінераловатних плит, цементного фіброліту;
- великопанельні одношарові з легкого бетону;
- особливо капітальні, кам'яні (цегляні товщиною 2,5—3,5 цеглини) та великоблочні на складному чи цементному розчині;
- кам'яні звичайні (цегляні товщиною 2—2,5 цеглини);
- кам'яні полегшеної кладки з цегли, шлакоблоків, черепашнику;
- дерев'яні рублені та брущаті, дерев'яні збірно-щитові, каркасно-засипні;
- глинобитні, саманні, каркасно-комишитові.

### Елементи стіни

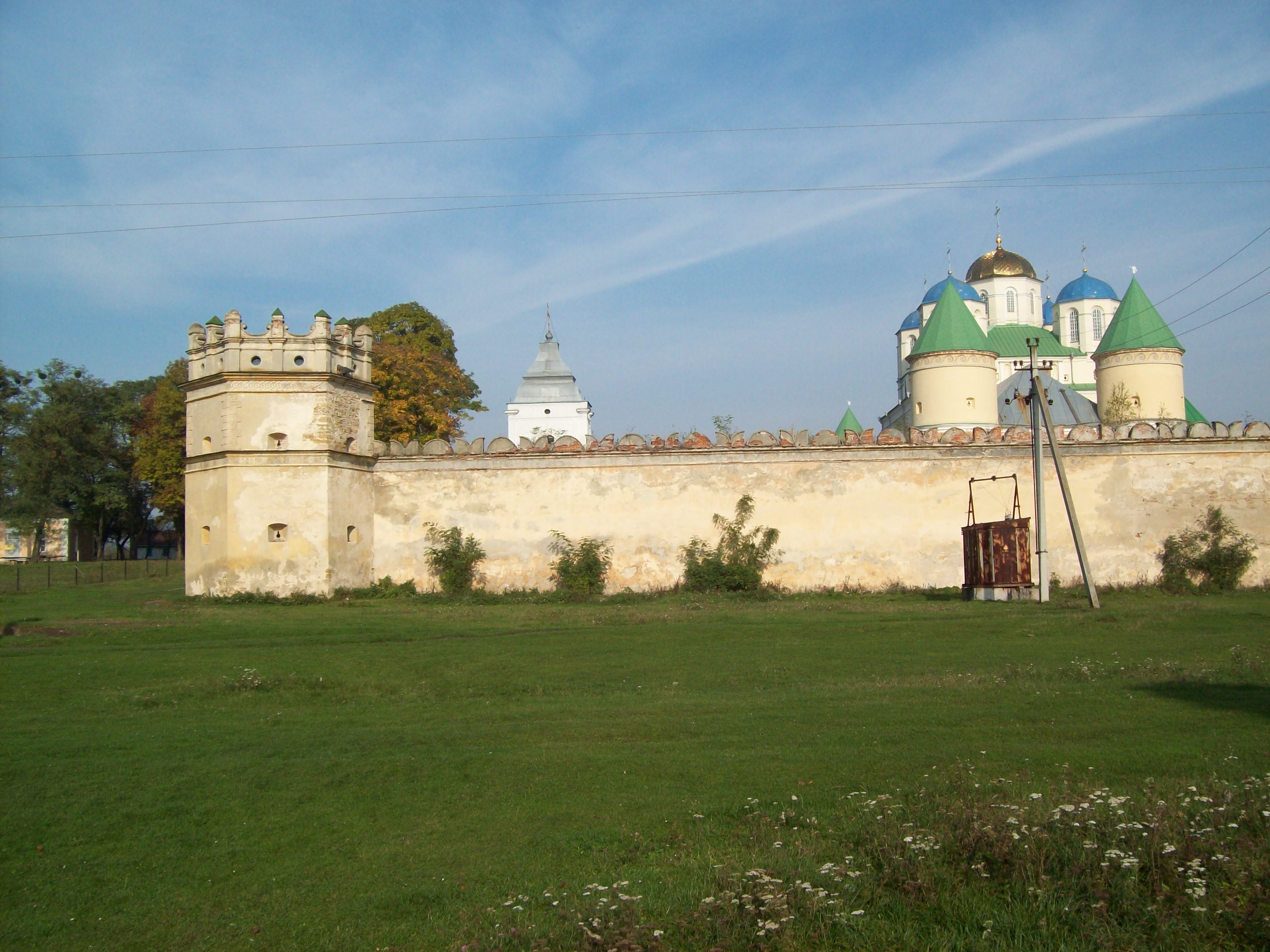
Кам'яний мур, Острог

- Балка
- Перев'язка
- Кам'яний мур, ОстрогШов

| Витрати паливно-енергетичних ресурсів на виготовлення 1 м² зовнішньої стіни (включаючи витрати у суміжних галузях) | Витрати паливно-енергетичних ресурсів на виготовлення 1 м² зовнішньої стіни (включаючи витрати у суміжних галузях) | Витрати паливно-енергетичних ресурсів на виготовлення 1 м² зовнішньої стіни (включаючи витрати у суміжних галузях) | Витрати паливно-енергетичних ресурсів на виготовлення 1 м² зовнішньої стіни (включаючи витрати у суміжних галузях) |
| Матеріал стіни | Товщина, см | Маса 1 м², кг | Загальна енергоємність, кг умовного палива                                                                         |
| --- | --- | --- | --- |
| Керамзитобетонна панель середньою густиною 1000 кг/м³                                                              | 30 | 330 | 101 |
| Цегла глиняна повнотіла                                                                                            | 64 | 1175 | 77 |
| Цегла силікатна повнотіла                                                                                          | 64 | 1280 | 54 |
| Цегла глиняна ефективна                                                                                            | 51 | 700 | 52 |
| Цегла (камінь) силікатна(-ий) ефективна(-ий)                                                                       | 51 | 700 | 50 |
| Панель з чарункового бетону                                                                                        | 25 | 175 | 47 |
| Камінь з чарункового бетону                                                                                        | 30 | 175 | 46 |
| Гіпсокерамзитові блоки, панелі                                                                                     | 35 | 460 | 43 |
| Гіпсовапнякоошлакові блоки, панелі                                                                                 | 45 | 540 | 36 |